# 布達佩斯地鐵2號線
布達佩斯地鐵2號線（匈牙利語：2-es metró）是匈牙利布達佩斯的一條地鐵路線。布達佩斯地鐵2號線開業於1970年4月4日，是布達佩斯的第二條地鐵路線，也是連結布達佩斯東站和布達佩斯南站的重要交通方式。